# John O’Beirne Ranelagh

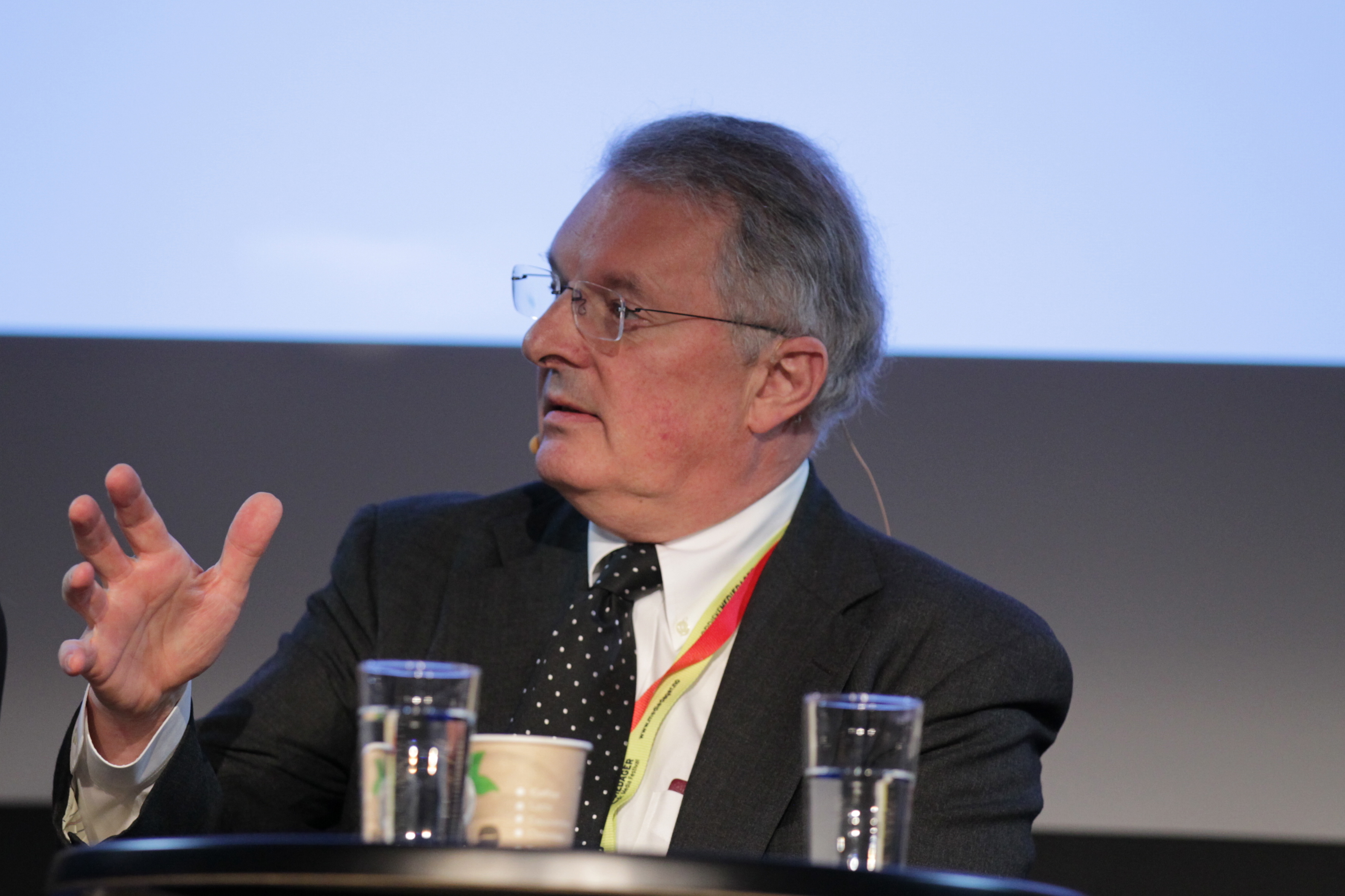
John Ranelagh, 2013

John O’Beirne Ranelagh – irlandzki historyk, producent edukacyjnych programów telewizyjnych dla BBC. Autor m.in. 
1. An Illustrated History of Ireland (1981),
2. The Agency... (1987),
3. Thatcher's People (1992),
4. CIA. A History (1992),
5. A short history of Ireland (1994) - wydanie polskie Historia Irlandii (2003) ISBN 83-11-09674-0